# Відпочинок за обміном
«Відпочинок за обміном» (англ. The Holiday, досл. «відпустка») — романтична комедія 2006 року, знята режисеркою Ненсі Меєрс за власним сценарієм. Головні ролі у фільмі виконали Кемерон Діас, Кейт Вінслет, Джуд Лоу та Джек Блек. Також у ньому знялися Елай Воллак, Едвард Бернс, Руфус Сьюелл і Шеннін Соссамон.

## Сюжет
Аманда — успішна ділова жінка, яка живе у Лос-Анджелесі. Айріс — провінційна письменниця з Англії. Обидві вони переживають невдачі на любовному фронті, тому, познайомившись за допомогою інтернету, вирішують на різдвяні канікули помінятись житлом і оточенням.

## У ролях

### Головні ролі
- Кемерон Діас — Аманда Вудс
- Кейт Вінслет — Айріс Сімпкінс
- Джуд Лоу — Ґрехем
- Джек Блек — Майлз Дюмон

### Допоміжні ролі
- Елай Воллак — Артур Абботт
- Едвард Бернс — Етан
- Джон Кразінські — Бен
- Руфус Сьюелл — Джаспер
- Шеннін Соссамон — Меґґі
- Кетрін Ган — Брістоль
- Шеллі Берман — Норман

## Розташування
Зйомки проходили у січні-червні 2006 року в Англії (графство Суррей та Лондон) і США (Лос-Анджелес та кілька інших міст штату Каліфорнія).

## Виноски
1. ↑  Також «Відпустка за обміном» або «Відпочинок по обміну»